# A Yiddishe Mame

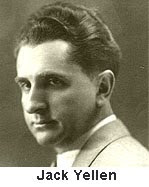

A Yiddishe Mame (א יידישע מאמע) est une chanson écrite en 1925 par Lew Pollack (en) (1895-1946) et Jack Yellen (en) (1892-1991). Elle illustre le stéréotype dit de la mère juive, mère-courage d’une famille nombreuse.

## Interprètes

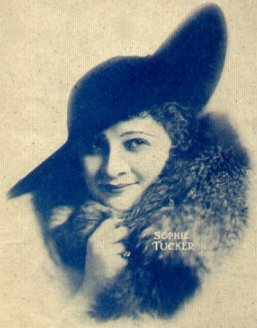
Portrait de Sophie Tucker.

Cette chanson a été écrite en 1925 par Lew Pollack (en) (1895-1946) et Jack Yellen (en) (1892-1991). Elle illustre le stéréotype dit de la mère juive, mère-courage d’une famille nombreuse.
Elle a été interprétée en 1925 par Sophie Tucker et a connu depuis de nombreux interprètes dont les Barry Sisters, Willie Howard ou en France Talila ; une version en français, titrée La Yiddishe Mamma, a été chantée par Charles Aznavour. En 1981, Ivan Rebroff en a enregistré une interprétation, Mutters Hände, avec un texte allemand de sa composition. Le chanteur russe Yossif Kobzon a également interprété la chanson.
Di Yiddishe Mame (די ייִדישע מאַמע, en français La Maman juive) est également le titre d’un film en yiddish de 1930 de Sidney M. Goldin (en) (25 mars 1878-19 septembre 1937). Le chanteur Salim Halali en a fait également une adaptation en langue arabe, dont il écrit les paroles après la mort de sa mère,.